# Seznam ameriških pesnikov
Seznam ameriških pesnikov.

## A
Elizabeth Acevedo - Mercedes de Acosta - James Agee - Julie Agoos - Sherman Alexie - Maya Angelou - John Ashbery -

## B
Amiri Baraka - John Berryman - John Peale Bishop - Robert Bly - Louise Bogan - Kenneth Burke -

## C
Lyn Coffin - Hart Crane - Grace Noll Crowell - E.E. Cummings -

## D
Margaret Deland - Reuel Denney - Emily Dickinson - Ani DiFranco - Hilda Doolittle - Ed Dorn - Rita Dove -

## E
Larry Eigner - Ralph Waldo Emerson - Clarissa Pinkola Estés -

## F
John Felstiner -
Lawrence Ferlinghetti - Carolyn Forché -
Robert Frost -

## G
Jack Gilbert - Allen Ginsberg - Louise Glück - Paul Goodman - Angelina Weld Grimké -

## H
Bret Harte - Robert Hass - Oliver Wendell Holmes - Julia Ward Howe - Langston Hughes -

## J
Robinson Jeffers -

## K
Mary Karr - T. S. Kerrigan - Francis Scott Key - Aline Murray Kilmer - Joyce Kilmer - Galway Kinnell -

## L
Emma Lazarus - Denise Levertov -
Henry Wadsworth Longfellow -
Sidney Lanier - Philip Levine - Audre Lorde -
Robert Lowell -

## M
Morton Marcus - Frances Mayes - Michael McClure - Rod McKuen - W. S. Merwin - Robert Mitchum -

## N
Ogden Nash - Howard Nemerov -

## O
Mark O'Brien - Frank O'Hara - Charles Olson -

## P
Robert Panara -
Dorothy Parker -
Pat Parker - 
Gordon Parks -
Sylvia Plath -
Edgar Allan Poe - 
Ezra Pound -

## R
Sun Ra - Ishmael Reed - Adrienne Rich - James Whitcomb Riley - Edwin Arlington Robinson - Theodore Roethke -

## S
Carl Sandburg - Anne Sexton - Ntozake Shange - Karl Shapiro - Shel Silverstein - Charles Simic - Floyd Skloot - Peter Straub -

## T
James Tate - Natasha Trethewey

## W
Diane Wakoski - Phillis Wheatley -
Walt Whitman -
Anne Whitney - Stanley Miller Williams (1930-2015) -
Tennessee Williams -
William Carlos Williams - Robert Burns Wilson